# Liparis owstoni
Liparis owstoni és una espècie de peix pertanyent a la família dels lipàrids.

## Descripció
- Fa 43 cm de llargària màxima.[6][7]

## Hàbitat
És un peix marí, demersal i de clima temperat que viu entre 0-10 m de fondària.

## Distribució geogràfica
Es troba al Pacífic nord-occidental: el Japó.

## Observacions
És inofensiu per als humans.